# Course de la Paix 1952

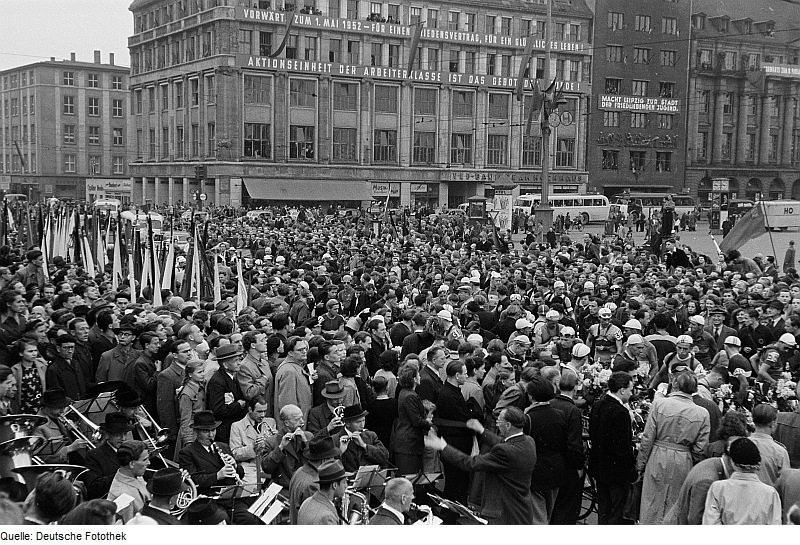
Avant le départ de la huitième étape à Leipzig

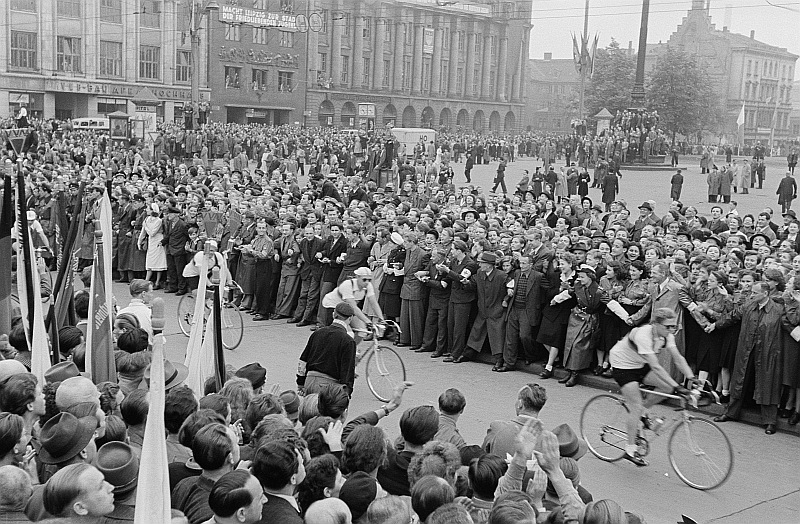
Gustav Adolf Schur (à droite)

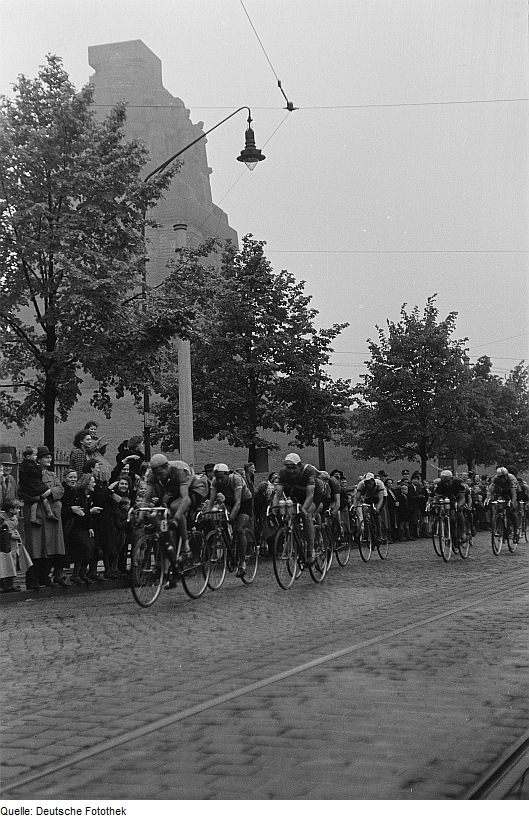
Dans les rues du centre-ville de Leipzig avec en arrière-plan le Völkerschlachtdenkmal

La 5e Course de la Paix, compétition cycliste disputée chaque printemps depuis 1948 part de Varsovie le 30 avril 1952. Elle se termine à Prague le 13 mai, après  2 135 kilomètres d'un itinéraire incluant pour la première fois, les routes de la RDA.

## La course

### 1952, date charnière de la Course de la Paix
L'année 1952 est celle d'une refondation de la Course de la Paix. Aux deux quotidiens organisateurs, Tribuna Ludu et Rudè Právo s'adjoint l'organe central du SED est-allemand, Neues Deutschland. Désormais l'épreuve cycliste va relier les trois capitales de pays européens dont l'histoire récente avait exacerbé de manière sanglante les différences. En 1952, au-delà des visées politiques évidentes, il entre une part d'utopie dans cette compétition, symbolisée par une colombe universelle, dont la représentation stylisée par un artiste de génie orne les maillots d'un peloton cycliste multicolore et international, franchissant pacifiquement des frontières qu'un peu plus d'une décennie avant, les bottes allemandes avaient bousculé dans la terreur. Pour ce qui est du domaine sportif, cette ouverture de la course, où une équipe allemande était parmi les compétitrices depuis 1950, a une conséquence immédiatement sensible : de 1 539 km en 1951, la distance proposée aux coureurs passe à 2 146 km. Le peloton, qu'il avait fallu jusqu'alors grossir en lui incluant des équipes nationales bis et ter, atteint la dimension de 16 équipes, 94 coureurs au départ, dont 65 achèvent le périple.

### Les équipes
- Pour la zone des "pays de l'Est" : Pologne, Bulgarie, RDA, Hongrie, Tchécoslovaquie, Albanie, Roumanie.
- Pour les pays dits "occidentaux" : Grande-Bretagne, France (représentée par la FSGT), Trieste, Autriche, Danemark, Belgique, Finlande, Italie.
- L'équipe des "Polonais vivant en France" représente (depuis 1950 et jusqu'en 1956) une sorte d'hommage de la réalité sportive à l'Histoire. En cette année 1952, elle révèle un jeune franco-polonais nommé sur la liste des participants : « Jan Stablewski ».

### Jean Stablinski aurait pu gagner si…
S'il avait été dans une équipe "normale", Jean Stablinski qui n'avait pas encore 21 ans, n'aurait peut-être pas perdu la Course de la Paix 1952. En effet, dans l'avant-dernière étape, alors que vainqueur la veille il pouvait reprendre le "maillot", il casse une roue en pleine action et n'est pas secouru par le "directeur technique" de son équipe qui suivait à l'arrière le seul équipier qui restait de l'équipe. Or celui-ci était fort loin au classement général… Quoi qu'il en soit, la troisième place dans cette course est un exploit au vu des conditions dans lesquelles le jeune Jean Stablinski avait monté une équipe, à l'appel du consul de Pologne à Lille Jean Stablinski déclarera :
« J'ai connu bien des émotions au cours de ma carrière. J'ai eu l'honneur de porter quatre années de suite le maillot de Champion de France, une année celui de Champion du monde, j'ai gagné le Tour d'Espagne, mais mon meilleur souvenir de coureur cycliste c'est la Course de la Paix (...) ».
Le vainqueur, originaire de Glasgow, l'Écossais Ian Steel eut souvent l'occasion d'exprimer les mêmes sentiments dans les pages des programmes de la course édités par les organisateurs. Cette Course de la Paix 1952 voyait aussi les premiers tours de roues sur la course de Gustav-Adolf Schur : il terminait 10e. Les coureurs de l'équipe belge, dont c'était la première participation, remportent 2 étapes, inaugurant une longue série de telles victoires.
Quant à l'équipe de France, montée par la FSGT, un seul des 5 engagés terminait la course.

### Les étapes
| #  | Date     | Villes étapes                              | km  | Vainqueur               | Leader                  |
| -- | -------- | ------------------------------------------ | --- | ----------------------- | ----------------------- |
| 1  | 30 avril | Circuit autour de Varsovie (POL)           | 105 | Gustave Verschueren     | Gustave Verschueren     |
| 2  | 1er mai  | Varsovie (POL) - Lodz (POL)                | 149 | Stanislav Svoboda       | Gustave Verschueren     |
| 3  | 2 mai    | Lodz (POL) - Katowice (POL)                | 223 | (POL/FR) Jan Stablewski | (POL/FR) Jan Stablewski |
| 4  | 3 mai    | Katowice (POL) - Wroclaw (POL)             | 191 | Dimitri Bobschev        | (POL/FR) Jan Stablewski |
| 5  | 4 mai    | Wroclaw (POL) - Görlitz (RDA)              | 180 | Milko Dimov             | (POL/FR) Jan Stablewski |
| 6  | 6 mai    | Bautzen (RDA) - Berlin (RDA)               | 208 | Frantz Deutsch          | (POL/FR) Jan Stablewski |
| 7  | 7 mai    | Berlin (RDA) - Leipzig (RDA)               | 205 | (POL/FR) Jan Kuznicki   | Jan Veselý              |
| 8  | 8 mai    | Leipzig (RDA) - Karl Marx-Stadt (RDA)      | 212 | Raymond van Hoven       | Ian Steel               |
| 9  | 9 mai    | Karl Marx-Stadt (RDA) - Bad Schandau (RDA) | 117 | Jan Veselý              | Ian Steel               |
| 10 | 11 mai   | Hrensko (TCH) - Plzen (TCH)                | 218 | (POL/FR) Jan Stablewski | Ian Steel               |
| 11 | 12 mai   | Plzen (TCH) - Budejovice (TCH)             | 152 | Daan de Groot           | Ian Steel               |
| 12 | 13 mai   | Budejovice (TCH) - Prague (TCH)            | 195 | Josef Skorepa           | Ian Steel               |

## Les classements

### Le classement général
|     | Cycliste            | Équipe             |    | Temps            |
| --- | ------------------- | ------------------ | -- | ---------------- |
| 1.  | Ian Steel           | Grande-Bretagne    | en | 57 h 06 min 17 s |
| 2.  | Jan Veselý          | Tchécoslovaquie    | +  | 2 min 35 s       |
| 3.  | Jan Stablewski      | Polonais de France |    | 3 min 08 s       |
| 4.  | Gustave Verschueren | Belgique           |    | 6 min 45 s       |
| 5.  | Daan de Groot       | Pays-Bas           |    | 9 min 34 s       |
| 6.  | Kenneth Jowett      | Grande-Bretagne    |    | 15 min 19 s      |
| 7.  | Franz Deutsch       | Autriche           |    | 17 min 54 s      |
| 8.  | John Greenfield     | Grande-Bretagne    |    | 23 min 58 s      |
| 9.  | Bernhard Trefflich  | RDA                |    | 24 min 00 s      |
| 10. | Gustav-Adolf Schur  | RDA                |    | 24 min 05 s      |

### Le classement par équipes
|   | Équipe          | Temps                |
| - | --------------- | -------------------- |
| 1 | Grande-Bretagne | en 171 h 37 min 40 s |
| 2 | Tchécoslovaquie | + 29 min 30 s        |
| 3 | RDA             | + 55 min 49 s        |
| 4 | Belgique        | + 1 h 13 min 51 s    |
| 5 | Pologne         | + 1 h 21 min 16 s    |

## Sources
- Friedensfahrt, ouvrage collectif, 302 pages, édité en 1962 par Sportverlag, Berlin.